# 眼點平鮋
眼點平鮋，為輻鰭魚綱鮋形目鮋亞目平鮋科的其中一種，為亞熱帶海水魚，分布於東南太平洋及西南大西洋智利、阿根廷及福克蘭群島海域，體長可達31.2公分，棲息在底層水域，卵胎生，生活習性尚不明确，可作為食用魚。